# جايسون هاريس (لاعب كرة قدم)
جايسون هاريس (بالإنجليزية: Jason Harris)‏ (24 نوفمبر 1976 في المملكة المتحدة - ) هو لاعب كرة قدم بريطاني في مركز الهجوم. لعب مع بريستون نورث إيند وشروزبري تاون وكريستال بالاس ونادي بريستول روفيرز ونادي ساوثيند يونايتد ونادي ليتون أورينت وهال سيتي ونادي جوول ‏ وأوست تاون ‏ ولينكولن سيتي أف سي ونونيتون بورو ‏ ونادي هاروجيت تاون ونادي دوفر أتليتيك وبريدلينغتون تاون ‏ وسيلبي تاون ‏.

## وصلات خارجية
- جايسون هاريس على موقع قاعدة بيانات كرة القدم.إي يو (الإنجليزية)
- جايسون هاريس على موقع Soccerbase.com (لاعب) (الإنجليزية)